# Binder Károly
Binder Károly (Budapest, 1956. április 2. –) Erkel Ferenc-díjas magyar zongoraművész, tanszék-vezető egyetemi tanár és zeneszerző, muzsikus, aki tehetségét az új irányzatok, eltérő zenekultúrák, kompozíciós technikák és improvizatív rendszerek szintézisének szolgálatába állítja, nem megfeledkezve saját zenei gyökereiről, Artisjus Könnyűzeneszerzői Életműdíjas.
Pályafutása során olyan neves művészekkel játszott együtt mint Theo Jörgensmann, Harry Becket, John Tchicai, Eckhard Koltesmann, Berndt Köppen, Trilok Gurtu, Ramesh Shotam, Federico Sanesi, Charlie Mariano, Barre Phillips, Günter Sommer, Jirzi Stivin, Marilin Mazur, Connie Bauer, Johannes Bauer.

## Életrajz
Klasszikus zenei tanulmányai után – melyet ötéves korában kezdett – 1975-ben felvételt nyert a Bartók Béla Konzervatórium Jazz Tanszakára. 1979-ben diplomázott Gonda János tanítványaként.
Tanszakos évei alatt klasszikus zenetanulmányait magánúton folytatta. 2000-ben a Liszt Ferenc Zeneművészeti Egyetem Budapesti Tanárképző Intézetének Jazz Tanszakán kitüntetéses diplomáját mint jazz-zongora előadóművész, tanár, jazz-zeneszerző és hangszerelő, továbbá jazzelmélet tanárként kapta.
2003-ban a Liszt Ferenc Zeneművészeti Egyetemen kiváló minősítésű diplomát szerzett (ének, zene, szolfézs, zeneelmélet, karvezetés).
2003-ban két lánya született, Panna és Luca.
Tanított az Erkel Ferenc Zeneiskolában /jazz-zongora, jazztörténet, jazzelmélet tanár/, Liszt Ferenc Zeneművészeti Főiskola Jazz szakán /jazz-zongora, jazz-zeneszerzés, hangszerelés/, Liszt Ferenc Zeneművészeti Egyetem – Budapesti Tanárképző Intézet Jazz Tanszékén /docens, tanszékvezető, jazz-zongora, jazz-zeneszerzés, hangszerelés, jazzelmélet tanár/, majd 2007-től a Liszt Ferenc Zeneművészeti Egyetem – Jazz Tanszakán tanszékvezető, egyetemi docens.
2016 decemberéig 1365 koncertet adott itthon és külföldön. Több formációban is fellép:
- Binder Károly szóló
- Binder Károly és Borbély Mihály – duó
- Binder Károly – Borbély Mihály – Benkó Ákos – Fonay Tibor – Binder Quartett
- Binder Károly – Benkó Ákos – Fonay Tibor – Binder Trió
- Márai / Hamvas / Weöres Sándor füves könyvek – Dunai Tamás – színművész – Binder Károly – zene
- Zalán Tibor – Binder Károly – irodalmi est
- Binder Károly – Oláh Kálmán – kétzongorás duó

## Zenei stílusa
Binder Károly nagyformátumú muzsikus, aki tehetségét az új irányzatok, eltérő zenekultúrák, kompozíciós technikák és improvizatív rendszerek szintézisének szolgálatába állítja, nem megfeledkezve saját zenei gyökereiről.
Véleménye szerint "A muzsika egy egész, nem léteznek szeletek. Egy igazi küldetés, amelyet csak hittel lehet élni. Egy igazi "Ügy", mely ügyet csak egészében, totalitásában lehet és kell szolgálni. Ebben benne foglaltatik a koncertezés, a zeneszerzés, továbbá a tapasztalatok és a tudás átadása, azaz a tanítás is."

## Zenekarok
- Binder Band
- Binder Quintet
- Amadinda
- Pangea
- 180-as csoport
- Ramesh Shotham – Binder Károly
- Binder Károly/Federico Sanesi
- Binder Károly – Juhász Gábor
- Binder Károly – Theo Jörgensmann
- Binder Quartet
- Binder-Borbély Duó
- Binder Trió
- Binder Károly – Oláh Kálmán kétzongorás duó
- Binder Károly – Zalán Tibor irodalmi est

## Diszkográfia
- 1983 – Binder Quintet feat. John Tchicai
- 1985 – Binder Károly: In Illo Tempore
- 1987 – Binder Károly/Szabó Sándor
- 1989 – Bernd Köppen / Károly Binder: Diagonalmusic
- 1989 – Binder and Jörgensmann In Budapest
- 1989 – Sebestyén Márta: Négy dal
- 1989 – Binder Károly: Kontinentspiel
- 1989 – Szabados György: A szarvassá vált fiak
- 1990 – Steve Reich / Amadinda
- 1991 – Binder / Shotham: Dance Music
- 1992 – Binder Károly: Little Song
- 1992 – Binder Quartet: Senior & Adolphis
- 1993 – Jazz Bridge Series Binder Károly: Fragments
- 1993 – Budapest Folk ‘93 – Live
- 1993 – Binder Solo Forgotten Pictures
- 1993 – Binder/Juhász: Christmas Song
- 1993 – Pangea – Live at music academy
- 1994 – Binder Károly/Federico Sanesi: Smile Of Mountains
- 1995 – Binder/Sanesi: Oriens & Occidens
- 1996 – Binder Károly/Kutas Zsolt: Two Pianos
- 1992 – Binder/Süle: For You – Two Pianos
- 1996 – Binder Károly: Little Song
- 1996 – Binder Quartet: Senior & Adolphis
- 1996 – Binder/Shotham Dance Music
- 1996 – Binder Quintett featuring John Tchicai
- 1996 – Binder Károly: 17 opus
- 1997 – Binder Károly: In illo tempore
- 1997 – Binder Károly: Kontinentspiel
- 1997 – Binder Károly: Erózió
- 1997 – Binder Károly: Live at Collegium Budapest
- 1998 – Binder Károly: Retropolis
- 1999 – Nagy László / Szécsi Margit / Kondor Béla / Mohai Gábor / Sebestyén Márta / Binder Károly: Szárnyakon fekszem
- 2000 – Periferic 2000 Folk-world-ethno from Hungary
- 2000 – 5 év Parnasszus Déjá Vie – Válogatás az első magyar költészeti folyóirat verseiből
- 2000 – Binder Károly: Film...
- 2001 – Binder Károly / Borbély Mihály: Hangok
- 2001 – Binder Károly: Prepared Piano 1.
- 2001 – Retropolis – DVD
- 2002 – Völgyessy Szomor Fanni: Tündér Rózsa
- 2002 – Binder Károly: The prepared piano 2.
- 2002 – Budapesti Tanárképző Intézete Jazz Tanszak
- 2002 – Binder Károly: On Pianino Live at Baja
- 2002 – Süle László: Lullaby in eight colours
- 2003 – Binder Károly: Concert á l'Institut Français
- 2004 – Binder Károly / Borbély Mihály: 7 duets
- 2004 – Binder Károly: Christmas For You
- 2005 – Binder Károly: Az örök visszatérés mítosza
- 2005 – Binder Károly: 17 Fragments / Töredék – Gondolatok egy emlékkönyvbe
- 2005 – Binder Károly/Szakály Ágnes: Megrepedt lépcsőkön
- 2006 – Binder Károly: Echapée
- 2006 – Binder Live Műpa DVD
- 2008 – Binder-Varga-Keresztes: Holnaptól más lesz...
- 2008 – Binder – Juhász: Christmas Song
- 2008 – Binder – Borbély: new sounds II.
- 2008 – Binder – Borbély: new sounds I.
- 2009 – Binder Károly: Átszivárgó dallamfoszlányok
- 2009 – Binder Károly: A törött szárnyú madár hazatérése
- 2010 – Binder Károly – Varga Gábor: Karácsony reggelén
- 2010 – Binder Károly-Theo Jörgensmann: In Concert
- 2010 – Binder Károly-Theo Jörgensmann: Blue in blue
- 2011 – Binder Károly – Varga Gábor: Téli alkony
- 2011 – Binder Károly: The Prepared Piano I-III.
- 2011 – Binder Károly – Borbély Mihály: BiBoBa – Live at Bayreuth
- 2012 – Binder Károly – Varga Gábor: Mesés Ajándék
- 2014 – Binder Quartet: Old Dreams New Dimensions
- 2015 – Binder Károly: Retropolis II.
- 2015 – Binder Quartet: Összegyűrt kottafejek
- 2015 – Binder Károly: Binder Live at LFZE
- 2016 – Binder Károly: 13 Fragments / Töredék
- 2016 – Binder Quartet: Nevergreens
- 2016 – Binder Trió: For seven Days
- 2016 – Mohai-Binder: Ne szólj csak jóravalót
- 2017 – Binder Károly: Twelve Months
- 2017 – Dunai Tamás – Binder Károly: Márai Sándor – Hamvas Béla – Weöres Sándor: Füveskönyvek
- 2017 – Binder-Mohai-Villányi: Szerelmesének álmában is ád (Vivaldi naplójából)
- 2018 – Binder Trió – Bartók Béla: Gyermekeknek I.
- 2020 – Binder Trió – Bartók Béla: Gyermekeknek II.

## Elismerések
- 1981 – Kalis nemzetközi Jazz-zongoraversenyének győztese
- 1986 – Magyar Rádió Jazzversenyének győztese
- 1989 – eMeRTon Díj / legjobb szólista
- 1991 – az év jazz lemeze: Binder-Shotham: Dance Music
- 2003 – Erkel Ferenc-díj
- 2011 – Ludwig Maximillian Egyetem /Kitüntetés/
- 2013 – Gramofon – Magyar Jazz Díj
- 2017 – Artisjus könnyűzenei alkotói életműdíj
- 2024 – Érdemes művész